# ترک‌های ایلی
ترک‌های ایلی یک گروه قومی ترک به رسمیت شناخته‌نشده در چین هستند که بومی ولایت خودمختار ایلی قزاق در شمال سین‌کیانگ چین و قزاقستان هستند. تاریخ شفاهی آنها می‌گوید که آنها از دره فرغانه ازبکستان آمده‌اند. زبان آنان ترکی متعلق به زبان‌های قارلقی است.